# Rafael van der Vaart
Rafael van der Vaart (Heemskerk, 11. veljače 1983.) je bivši nizozemski nogometaš koji je igrao na poziciji veznjaka. Van der Vaart je bivši reprezentativac nizozemske nogometne reprezentacije. 
Prije Tottenhama je Van der Vaart igrao za madridski Real, HSV i Ajax. Za Tottenham je potpisao na 31. kolovoza 2010. godine za 8 milijuna eura. Van der Vaart je nastupao na Europskom prvenstvu u Portugalu, na Svjetskom prvenstvu dvije godine kasnije, te na Europskom prvenstvu u 2008. godine na kojem je Nizozemska stigla do četvrtfinala u kojem je izgubila od Rusije.
Njegova majka je Španjolka, a otac Nizozemac. Bio je oženjen za Sylviu Meis i ima jedno dijete, Damiána Rafaela.

## Vanjske poveznice
- Rafael van der Vaart Online - Službena stranica  Arhivirana inačica izvorne stranice od 25. srpnja 2010. (Wayback Machine)